# Amour, fleur sauvage
Pour plus de détails, voir Fiche technique et Distribution.
Amour, fleur sauvage (titre original : Shotgun) est un western américain réalisé par Lesley Selander, sorti en 1955.

## Fiche technique
- Titre : Amour, fleur sauvage
- Titre original : Shotgun
- Réalisation : Lesley Selander
- Production : John C. Champion
- Société de production et de distribution : Allied Artists Pictures
- Scénario : Clarke Reynolds et Rory Calhoun
- Dialogues : John C. Champion
- Musique : Carl Brandt
- Photographie : Ellsworth Fredericks
- Montage : John C. Fuller
- Direction artistique : Dave Milton
- Pays d'origine : États-Unis
- Format : Technicolor - 35 mm - 1,85:1 - Son : Mono (Western Electric Recording)
- Genre : Western
- Durée : 80 minutes
- Dates de sortie : 
  - États-Unis :24 avril 1955
  - France :4 janvier 1957

## Distribution
- Sterling Hayden (VF : Claude Bertrand) : Clay Hardin
- Yvonne De Carlo (VF : Jacqueline Ferrière) : Abby
- Zachary Scott (VF : Jean-Henri Chambois) : Reb Carlton
- Guy Prescott (VF : Lucien Bryonne) : Ben Thompson
- Robert J. Wilke (VF : André Valmy) : Bentley
- Angela Greene (VF : Françoise Gaudray) : Aletha
- Paul Marion (VF : Jean Violette) : Delgadito
- John Pickard (VF : Marcel Lestan) : Perez
- Ralph Sanford (VF : Paul Faivre) : Chris
- Rory Mallinson (VF : Gérald Castrix) : Frank
- Fiona Hale : Midge
- Ward Wood (VF : Jean-Claude Michel) : Ed
- Lane Chandler (VF : Pierre Morin) : Marshal Mark Fletcher
- Al Wyatt Sr. : Greybar
- Harry Harvey Jr. : Davey
- Richard H. Cutting (VF : Claude Péran) : Holly, le patron du bar
- Robert Griffin (VF : Paul Bonifas) : le docteur
- Peter Coe (VF : Georges Aminel) : le messager apache de Delgadito